# Kapitel XVII der Charta der Vereinten Nationen
Das Kapitel XVII der Charta der Vereinten Nationen trägt den Titel „Übergangsbestimmungen die Sicherheit betreffend“. Es enthält die Artikel 106 und 107 der Charta der Vereinten Nationen.

## Überblick
Dieses Kapitel der Charta der Vereinten Nationen beinhaltet Vereinbarungen in Bezug auf den Zweiten Weltkrieg, der zum Zeitpunkt der Verkündung und Unterzeichnung der Charta im Juni 1945, noch nicht beendet war. Es ist eine Ausnahmeregelung zu den Friedens- und Sicherheitsbestimmungen der Charta, da das Kapitel XVII den Mitgliedern der Vereinten Nationen, weiterhin Angriffe auf einen Staat erlaubt, der im Zweiten Weltkrieg, Feind eines Unterzeichnerstaates war.

## Inhalt

### Artikel 106
Bis das Inkrafttreten von Sonderabkommen der in  Artikel 43 bezeichneten Art den Sicherheitsrat nach seiner Auffassung befähigt, mit der Ausübung der ihm in Artikel 42 zugewiesenen Verantwortlichkeiten zu beginnen, konsultieren die Parteien der am 30. Oktober 1943 in Moskau unterzeichneten Viermächte-Erklärung und Frankreich nach Absatz 5 dieser Erklärung einander und gegebenenfalls andere Mitglieder der Vereinten Nationen, um gemeinsam alle etwa erforderlichen Maßnahmen zur Wahrung des Weltfriedens und der internationalen Sicherheit im Namen der Organisation zu treffen.

### Artikel 107
Maßnahmen, welche die hierfür verantwortlichen Regierungen als Folge des Zweiten Weltkriegs in Bezug auf einen Staat ergreifen oder genehmigen, der während dieses Krieges Feind eines Unterzeichnerstaats dieser Charta war, werden durch diese Charta weder außer Kraft gesetzt noch untersagt.